# Anastas Rasbojnikow

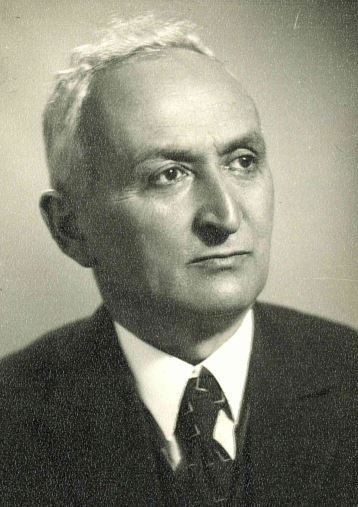
Anastas Rasbojnikow

Anastas Spasow Rasbojnikow (auch Anastas Spasov Razbojnokov oder Anastas Spasov Razboinikov, bulgarisch Анастас Спасов Разбойников; * 27. Dezember 1882 in Mustafa Pascha (heute Swilengrad, Bulgarien) im Osmanischen Reich; † 9. Januar 1967 in Sofia) war ein bulgarischer Freiheitskämpfer, Historiker, Geograph und Bildungsfunktionär. Er war wissenschaftlicher Mitarbeiter und Mitglied der historischen, geographischen, ethnographischen und archäologischen Institute der Bulgarischen Akademie der Wissenschaften.

## Leben
Anastas Rasbojnikow wurden am 27. Dezember 1882 in der damals zum osmanischen Reich gehörenden thrakische Stadt Mustafa Pascha (heute Swilengrad) unweit von Adrianopel geboren. Im letzteren schloss Anastas das Bulgarische Männergymnasium Petar Beron im Jahr 1902 ab. Bereits in seiner Zeit am Gymnasium schloss er sich der bulgarischen Freiheitsbewegung an.
Nach dem Abschluss des Gymnasiums wurde Rasbojnikow vom Bulgarischen Exarchat zum Schulinspektor der bulgarischen Schulen in der Region um Bunarchisar ernannt. In der Region trat Anastas mit der BMARK Tscheta von Todor Schischmanow in Verbindung, um die Organisation unter der bulgarischen Bevölkerung vor Ort für einen zukünftigen Aufstandes aufzubauen.
Während des Ilinden-Aufstandes war er Sekretär des Wojwodas Stojan Petrow. Rasbojnikow nahm als Delegat des Revolutionären Bunarchisar Komitees am Petrowa Niwa-Kongress der BMARK teil. Dort wird er gemeinsam mit Christo Siljanow zum Sekretär des Kongresses gewählt.
Nach der Zerschlagung des Aufstandes durch die osmanische Obrigkeit studierte Anastas zwischen 1905 und 1909 Geschichte und Geographie an den Universitäten in Sofia und Lausanne. Nach seiner Rückkehr wurde Rasbojnikow für ein Jahr Lehrer an der Bulgarischen Schule im makedonischen Serres und ab 1910 am Bulgarischen Männergymanasiums „Kyrill und Method“ in Thessaloniki. In Thessaloniki war Rasbojnikow zudem Redakteur einiger dort erschienener bulgarischer Zeitschriften und Zeitungen wie Iskra (aus dem bulg. Искра) und Snanie (aus dem bulg. Знание). Dort publiziert er auch seine ersten wissenschaftlichen Artikel.
Am Balkankrieg gegen das Osmanische Reich nahm Rasbojnikow als Teil der Makedonisch-Adrianopeler Landwehr teil. Als seine Heimatstadt im Krieg durch die 2. Bulgarische Armee befreit wurde, wurde Anastas Rasbojnikow zum Bürgermeister von Mustafa Pascha gewählt.
Während des Ersten Weltkrieges schrieb er seine Erinnerungen zu den Freiheitskämpfen in Thrakien nieder.
In der Zeit zwischen 1913 und 1934 lebte Rasbojnikow in Plowdiw, wo er als Leiter des Lehrer-Instituts (Ausbildungsstätte für Lehrer), Direktor eines Gymnasiums und Bezirksinspektor der Schulbehörde arbeitete. 1934 zog er mit seiner Familie nach Sofia, wo er bis zu seiner Pensionierung als Direktor eines Gymnasiums und Bezirksinspektor der Schulbehörde arbeitete.
Anastas Rasbojnikow verstarb in Sofia 1967.
Zu seinen Lebzeiten publizierte Rasbojnikow mehr als 180 wissenschaftliche Werke, der Großteil von ihnen mit dem Fokus auf die Geschichte der Bulgaren und Bulgarien im Osmanischen Reich, bulgarische Aufklärung, Freiheitskämpfe und die Zeit nach der Befreiung. Er übersetzte und führte als Erster eine Vielzahl von osmanischen Quellen in der bulgarische Historiographie ein.
Seine Interessen in der Geographie bezogen sich vor allem auf Thrakien. Nichtsdestotrotz schrieb er mehrere Lehrmittel zur Geographie von Amerika, Australien oder Ozeanien.

## Werke (Auswahl)
- Село Булгаркьой, Тракийски Сборник, 2, 1930, с. 63 – 103.
- Клокотница, Българска историческа библиотека, 1930, № 3, с. 228 – 237.
- Свиленград. Произход на селището, Тракийски Сборник, 3, 1930, с. 115 – 163.
- Die Vertreibung der Bulgaren aus Westthtrakien 1919–1924 (aus dem bulg.: Обезбългаряването на Западна Тракия 1919–1924), Thrakischer Institut, Sofia, 1940
- Народностният образ на източния дял от Западна Тракия, Sofia 1944, 128 S.
- Тракия. Географски и исторически преглед, Sofia, 1946, 267 S., zusammen mit Iwan Batakliew und Iwan Ormandschiew
- Чифлици и чифлигари в Тракия преди и след 1878 г., Известия на Института по история, 9, 1960, с. 143 – 186.
- Osmanische Quellen für die bulgarische Geschichte. Band 16 (aus dem bulg. Турски извори за българската история, т. XVI), 1972, zusammen mit Bistra Zwetkowa
- Die Bevölkerung und ethnische Zusammensetzung Südthrakiens in den Jahren 1830, 1878, 1912 und 1920 (aus dem bulg. Населението на Южна Тракия с оглед на народностните отношения в 1830, 1878, 1912 и 1920 година), Hrsg. Spas Rasbojnikow, Sofia 1999

## Lehrbücher der Geographie
- География на Европа. Пособие по география за курсисти от Учителския институт и за прогимназиални учители. Ч. I Общ преглед. северозападна Европа. Южна Европа, Plowdiw, 1922
- Amerika. Geographische Studien (aus dem bulg.  Америка. Географски четива) Plowdiw, 1924
- География на Америка, Ръководство за курсисти и прогимназиални учители, Plowdiw, 1929
- Австралия и Океания. Отбрани географски четива, Sofia, 1929
- Кратка климатология. Ръководство за курсисти и прогимназиални учители, Plowdiw, 1930
- Кратка хидрография. Ръководство за курсисти и учители, Plowdiw, 1931
- Черно море. Географско описание. Книжка за курсисти и учители, Plowdiw, 1931
- Азия на мусоните. Отбрани географски четива, Sofia 1931
- Австролия и Океания. ръководство по география за курсисти от Учителския институт и учители, Plowdiw, 1932
- Планински климати (Свободен и допълнен превод на съчиненията на Emm. de Martonne. Допълнени с данни за България)Plowdiw, 1934
- Обща стопанска география. Помагало за ученици от IV клас на средните реални училища, Plowdiw, 1935
- Учебник по география. За II клас на прогимназиите, Sofia 1940, 120 S. , 2. Ausgabe Sofia 1942, 115 S.